# Dimitri Peters
Dimitri Peters (født 4. maj 1984 i Gljaden, Russiske SFSR) er en tysk tidligere judoka, der i sin karriere vandt flere internationale medaljer.
Peters kom med sin familie til Tyskland, da han var ni år, og efter at have prøvet kræfter med flere sportsgrene endte han med at koncentrere sig om judo.
Han blev europamester for U/23 i 2005, og året efter vandt han EM-bronze for seniorer. Derudover vandt han bronze for hold ved EM i 2011.
Peters repræsenterede Tyskland ved OL 2012 i London. Han stillede op i -100 kg klassen og vandt først over en israelsk og derpå over en lettisk deltager. I kvartfinalen vandt han over hollandske Henk Grol, hvorpå han i semifinalen mødte russeren Tagir Khajbulaev. Her blev det til nederlag for tyskeren, idet han dog tvang russeren ud i ekstratid og en afgørelse på hantei (dommernes vurdering). Khajbulaev vandt efterfølgende guld over mongolen Naidangiin Tüvshinbayar, der fik guld. Peters mødte usbekeren Ramziddin Saidov og sikrede sig bronze sammen med Grol, der besejrede en koreansk judoka.
Peters vandt VM-bronze i både 2013 og 2015 og har vundet flere grandprix- og åbne turneringer. Han er seksdobbelt tysk mester i perioden 2004 og 2017. Han blev til sin store skuffelse ikke udtaget til OL 2016 i Rio de Janeiro, og i september 2017 indstillede han sin karriere.